# Marie Kondō
Marie Kondō (近藤 麻理恵?, Kondō Marie; Tokyo, 9 ottobre 1984) è una scrittrice giapponese di libri di economia domestica.
Autrice di best seller, è l'ideatrice del metodo KonMari, sistema studiato per riordinare al meglio gli spazi abitativi con lo scopo di migliorare la qualità della propria vita. Ha pubblicato due libri, Il magico potere del riordino e 96 lezioni di felicità, pubblicati in oltre trenta nazioni.

## Biografia
Interessata fin dall'infanzia alle metodologie di riordino degli oggetti, a 19 anni, quando era studentessa di sociologia alla Tokyo Woman's Christian University, ha iniziato la sua attività di tidying consultant, ossia "consulente del riordino".
Nel 2011 ha pubblicato in Giappone un manuale all'interno del quale proponeva il metodo KonMari da lei ideato, che consiste nel riordinare le proprie abitazioni dividendo gli oggetti in diverse macro-categorie e decidendo se conservare o meno ogni oggetto in base alle emozioni che ci trasmette.
Il manuale ebbe un grosso successo e venne tradotto nelle principali lingue del mondo e pubblicato in oltre trenta paesi. In Italia, l'opera è stata pubblicata nel 2014 da Antonio Vallardi Editore con il titolo Il magico potere del riordino. La popolarità ottenuta grazie a questo suo metodo e le oltre tre milioni di copie vendute del suo primo libro le hanno permesso di essere annoverata tra le 100 personalità più influenti del 2015 secondo il The Times.
Nel 2016 ha pubblicato il suo secondo libro, in Italia uscito sempre per la Antonio Vallardi Editore, intitolato 96 lezioni di felicità, dove approfondisce le tematiche già affrontate nel primo volume. Nel 2018 il metodo KonMari è stato portato su Netflix tramite una serie reality da 8 puntate, prodotta tra marzo e giugno.

## Vita privata
È sposata con Takumi Kawahara con cui ha due figlie e un figlio.

## Opere
- Il magico potere del riordino (Jinsei ga tokimeku katazuke no maho), 2014, Vallardi, ISBN 978-88-673-1519-2
- 96 lezioni di felicità, 2016, Vallardi, ISBN 978-88-673-1951-0
- La magia del riordino. Una storia d'amore illustrata (Manga de yomu jinsei ga tokimeku katazuke no maho), 2017, Vallardi
- Kiki & Jax. Il magico potere dell'amicizia., 2019
- Lavorare con gioia grazie alla magia del riordino, 2020

## Programmi TV
- Facciamo ordine con Marie Kondo (Facciamo ordine con Marie Kondo) – reality (2019)
- Scintille di gioia (Sparking Joy with Marie Kondo) – reality (2021)